# Charles "Haywire" Patoshik
Charles "Haywire" Patoshik is een personage uit de Amerikaanse serie Prison Break, gespeeld door Silas Weir Mitchell

## Seizoen 1
Hij werd opgenomen, op de Psychiatrische Afdeling van de Fox River-gevangenis, waar hij de bijnaam “Haywire” (lett. in de war) kreeg. Na vier jaar intensieve medicatie en controle, hebben zijn artsen voldoende vooruitgang geboekt om hem weer tussen de gewone mensen te plaatsen. De gevangene heeft neurotisch letsel, dat diepgaande slapeloosheid veroorzaakt evenals schizofrene effecten. Hij krijgt dagelijks medicijnen gegeven om deze ziekte te behandelen. Haywire, zoals gezegd een expert in geometrische patronen, heeft al snel door dat de tatoeages op Michael Scofields lichaam een kaart vormen, en eist dat ze hem helpen te ontsnappen.

## Seizoen 2
Nadat dit is gelukt gaat hij in eerste instantie met de groep mee, maar door een list weten ze zich van hem te ontdoen. Vanaf dat moment zijn de zwerftochten van Haywire een klein plot op zichzelf. Hij dringt een huis binnen en ziet daar een schilderij met een klassiek Nederlands tafereel (molens, plat landschap). Hij raakt erdoor geobsedeerd en wil koste wat het kost in Nederland zien te komen. Dit wil hij bereiken door het bouwen van een vlot, hetgeen - uiteraard - op een mislukking uitloopt. In de buurt van het vlot maakt hij kennis met een meisje en merkt dat zij wordt mishandeld door haar vader die aan alcohol verslaafd is. In een confrontatie met de vader slaat Charles de man dood. Inmiddels heeft Alexander Mahone er zorg voor gedragen dat Brad Bellick de gevangenis van Fox River kan verlaten op voorwaarde dat hij voor hem gaat werken als "helper". Via tips weet Bellick Patoshik te lokaliseren en gaat achter hem aan. Ondertussen komt Mahone na een tip van Bellick ook naar de plaats waar Patoshik inmiddels in een soort toren naar boven is geklommen. Mahone praat manipulerend op Patoshik in en zegt iets als: Go, it doesnt matter en Patoshik springt naar beneden en komt om het leven.

## Seizoen 3
In de derde en vierde aflevering van het derde seizoen van Prison Break verschijnt hij bloedend als gedachte van Alexander Mahone.